# أرنود جاكوميت
أرنو ماري بيير أندريه جاكوميه Arnaud Marie Pierre André Jacomet (20 أكتوبر 1946، باريس – 14 أكتوبر 2011، بروكسل )  مؤرخ فرنسي والأمين العام الأخير لاتحاد أوروبا الغربية (WEU).
درس جاكوميت التاريخ وعمل في جامعة باريس الغربية نانتير لا ديفانس. وكان مستشارًا دبلوماسيًا لموظفي الاتحاد الأوروبي منذ إدارة ألفريد كاهين [الإنجليزية] (1985-1989) فصاعدًا. في 25 نوفمبر 2009 خلف خافيير سولانا في منصب الأمين العام لاتحاد أوروبا الغربية. أكمل جاكوميت مهمة إنهاء نقل وظائف الاتحاد الأوروبي المتبقية إلى مفوضية الاتحاد الأوروبي وإغلاق المنظمة. تم حل اتحاد أوروبا الغربية في 30 يونيو 2011. توفي جاكوميت بسبب السرطان بعد بضعة أشهر.